# 四疊半時光機藍調
《四疊半時光機藍調》是森見登美彥於2020年7月29日發表的小說，講述了預感到世界即將毀滅的危機的“我”為了守護世界和自己的戀情而四處奔波的故事。
2021年8月12日宣布動畫化，動畫由夏目真悟執導，上田誠擔任編劇，淺沼晉太郎、坂本真綾、吉野裕行、中井和哉、諏訪部順一、甲斐田裕子等聲優參與配音，Science SARU製作的動畫電影，2022年9月14日於串流平台Disney+先行上線影集版，並於同年9月30日在日本上映電影版。

## 劇情簡介
8月12日，當下鴨幽水莊唯一一台冷氣機的遙控器被水淹壞時，“我”突然想出能用突然出現的時光機回到昨天，把壞掉前的遙控器拿來的想法。
但狐朋狗友的小津等人卻肆意妄為地改變過去。“我”預料到宇宙將被消滅的危機，慌張地為了迴避這個結果奔走。在這趟超越時空的奇妙旅途中，“我”隱密的戀情究竟會有什麼樣的結果？

## 登場人物
我
聲優 - 淺沼晉太郎
前作《四疊半宿舍，青春迷走》的男主角，完整版為京都大學妄想系社團「京福電鐵研究會」成員之一，從先前的下鴨幽水莊204號房搬到唯一有冷氣機的209號房。
明石
聲優 - 坂本真綾
前作《四疊半宿舍，青春迷走》的女主角。於京都大學電影社「楔」擔當導演，主角「我」表示說他曾用一位導演拍電影的時間內連拍三部電影，目前正在進行《幕末軟弱之人列傳》電影的相關拍攝規劃。
小津
聲優 - 吉野裕行
主角「我」的損友。曾在不同社團之間建立起龐大的情報網，完整版曾暗自挑播「京福電鐵研究會」會長與副會長導致社團分裂成兩個派系。因為在下鴨幽水莊二樓倉庫間發現時光機並成為田村君後第二位駕駛，而使明石檢視拍電影的影片時發現兩個人在同一時間存在的現象。
樋口師傅
聲優 - 中井和哉
京都大學八年級學生。有著外型如同茄子的臉以及隨興且具有神祕感的性格，也因此積欠大量房租，喜歡用沙宣洗髮精，根據田村君所說樋口在25年後也住在下鴨幽水莊210號房，之後人們稱呼他為「四疊半守護神」。
羽貫涼子
聲優 - 甲斐田裕子
主角的學姊，牙醫護士。曾用時光機來到事發之前將遙控器包上厚厚一層保鮮膜，他的可樂被翻倒在遙控器上成了該故事一切的開端。
相島前輩
聲優 - 佐藤節二
京都大學電影社「楔」的副社長。對於時光機的存在半信半疑。
城崎學長
聲優 - 諏訪部順一
京都大學電影社「楔」的社長。拍攝時經常受到學妹們歡迎，在操作時光機時不小心調到99年前的過去，來到仍是沼澤地的大正時代，除了一時弄丟遙控器也意外創造出下鴨幽水莊的河童傳說。
田村君
聲優 - 本多力
京都大學一年級學生，穿著老土但性格真誠不太會生氣。自稱是從25年後的京都下鴨幽水莊來的青年，本人表示未來他也住在下鴨幽水莊209號房，曾是宿舍內時光機開發委員會的一員，擔當首席駕駛。
房東太太
聲優 - 真山亞子
電影中的形象來自於前作《四疊半宿舍，青春迷走》的算命老婆婆，經常用下鴨幽水莊的廣播器材來向樋口催繳房租，有養一頭愛犬番茄醬。

## 用語
下鴨幽水莊（下鴨幽水莊（しもがもゆうすいそう））
前作《四疊半宿舍，青春迷走》登場，主角「我」和樋口居住的兩層樓公寓，與另一個姊妹作電影《夏日時光機藍調》相同過去某位住客在209號房安裝唯一一台冷氣機。房東太太曾說過去這裡曾是沼澤地（同時是該公寓名稱的由來）且傳說有人目擊過河童在此出現，公寓建立時在中庭立了一座石像，但在拍戲時被小津推倒。
京福電鐵研究會（京福電鉄研究会）
完整版登場，主角「我」和小津所屬的妄想系社團。主要活動為「相信今天京福電氣鐵道經營的嵐山線與叡山電鐵曾經跟福井縣的京福電鐵線（現在的越前鐵道）有連起來並成為傳說中的鯖街道線」的話題下到處去進行「遺跡」的考察。
在另一個作品《春宵苦短，少女前進吧！》中也有登場。
澡堂OASIS（銭湯オアシス）
故事中主角「我」一行人去洗澡的澡堂，內部有電氣按摩水池，樋口師傅宣稱有人在這裡偷了他的洗髮精，根據田村君所說25年後這間澡堂已經被改建為便利商店。

## 網路動畫

### 集數列表
| 集數  | 腳本   | 分鏡       | 演出                       | 作畫監督 | 首播日期 （2022年） | 備註     |
| ----- | ------ | ---------- | -------------------------- | -------- | ------------------- | -------- |
| 第1集 | 上田誠 | 夏目真悟   | 夏目真悟 山代風我          | 伊奈透光 | 9月14日             |          |
| 第2集 | 上田誠 | 山代風我   | 山代風我                   | 名倉靖博 | 9月21日             |          |
| 第3集 | 上田誠 | モコちゃん | モコちゃん                 | 前場健次 | 9月28日             |          |
| 第4集 | 上田誠 | 夏目真悟   | 夏目真悟 山代風我 竹内雅人 | 石山正修 | 10月5日             |          |
| 第5集 | 上田誠 | 木村拓     | 木村拓                     | 吉原拓也 | 10月12日            | [ 註 1 ] |
| 第6集 | 上田誠 | 横山彰利   | 横山彰利                   | 堀江由美 | 10月12日            | [ 註 1 ] |

### 播映平台
| 播映地區 | 播映平台 | 播映日期                 | 播映時間（UTC+8） | 備註           |
| -------- | -------- | ------------------------ | ----------------- | -------------- |
| 亞洲     | Disney+  | 2022年9月14日－10月12日  | 星期三 15：00     | [ 3 ]          |
| 美國     | hulu     | 2022年9月14日－10月12日  | 星期三 15：00     |                |
| 拉丁美洲 | Star+    | 2022年9月14日－10月12日  | 星期三 15：00     |                |
| 中國     | bilibili | 2022年10月19日－11月16日 | 星期三 00：00     | [ 註 2 ] [ 4 ] |

## 外部連結
- 森見登美彦「四疊半時光機藍調」官方網站
- 四疊半時光機藍調的X（前Twitter）
- 四疊半時光機藍調官方預告
- 在Disney+上觀看《四疊半時光機藍調》
- 在bilibili上觀看四叠半时光机布鲁斯 （页面存档备份，存于）（因版權限制，本節目僅限中國觀看）